# ナジール・ミュール
ナジール・アリジャ・ミュール（Nazier Alijah Mule, 2004年10月15日 - ）は、アメリカ合衆国ニュージャージー州パターソン出身のプロ野球選手（投手）。MLBのシカゴ・カブス傘下所属。右投右打。